# Collarmele
Collarmele è un comune italiano di 772 abitanti della provincia dell'Aquila in Abruzzo.

## Geografia fisica
Il paese è situato alle pendici della gruppo montuoso del Sirente-Velino a quota 835 metri di altitudine, incastonato tra i monti Rimagi (1321 m s.l.m.), Coppetella (1100 m s.l.m.) e Ventrino (1507 m s.l.m.) nell'area del parco naturale regionale Sirente-Velino. Segna il confine a nordest tra la Marsica e la valle Subequana, accessibile oltre il valico di Forca Caruso (1107 m s.l.m.). Confina con i territori comunali di Aielli,
Celano, Cerchio, Pescina e San Benedetto dei Marsi.

## Origini del nome
Il toponimo deriverebbe dai termini "Collis", relativo alla geomorfologia del territorio, ed "Armellus" o "Armelius", ovvero un prenome, che in origine avrebbero rappresentato due distinte ville.
Secondo una leggenda, Marsia, figura della mitologia greca e dio dell'omonimo fiume della Lidia, sarebbe venuto in Italia fino a raggiungere le rive del lago Fucino dove, considerando i Marsi dei suoi sudditi, avrebbe fondato alcuni paesi marsicani. Molti li avrebbe denominati con i toponimi di località orientali: Celene (Celano), Licia (Lecce nei Marsi), Corico (Corcumello), Cappadocia, dall'omonima regione storica e la stessa Collarmele, il cui toponimo medievale Collis Armelis (o Colle Armeno), sarebbe derivato dallo Stato caucasico dell'Armenia.

## Storia

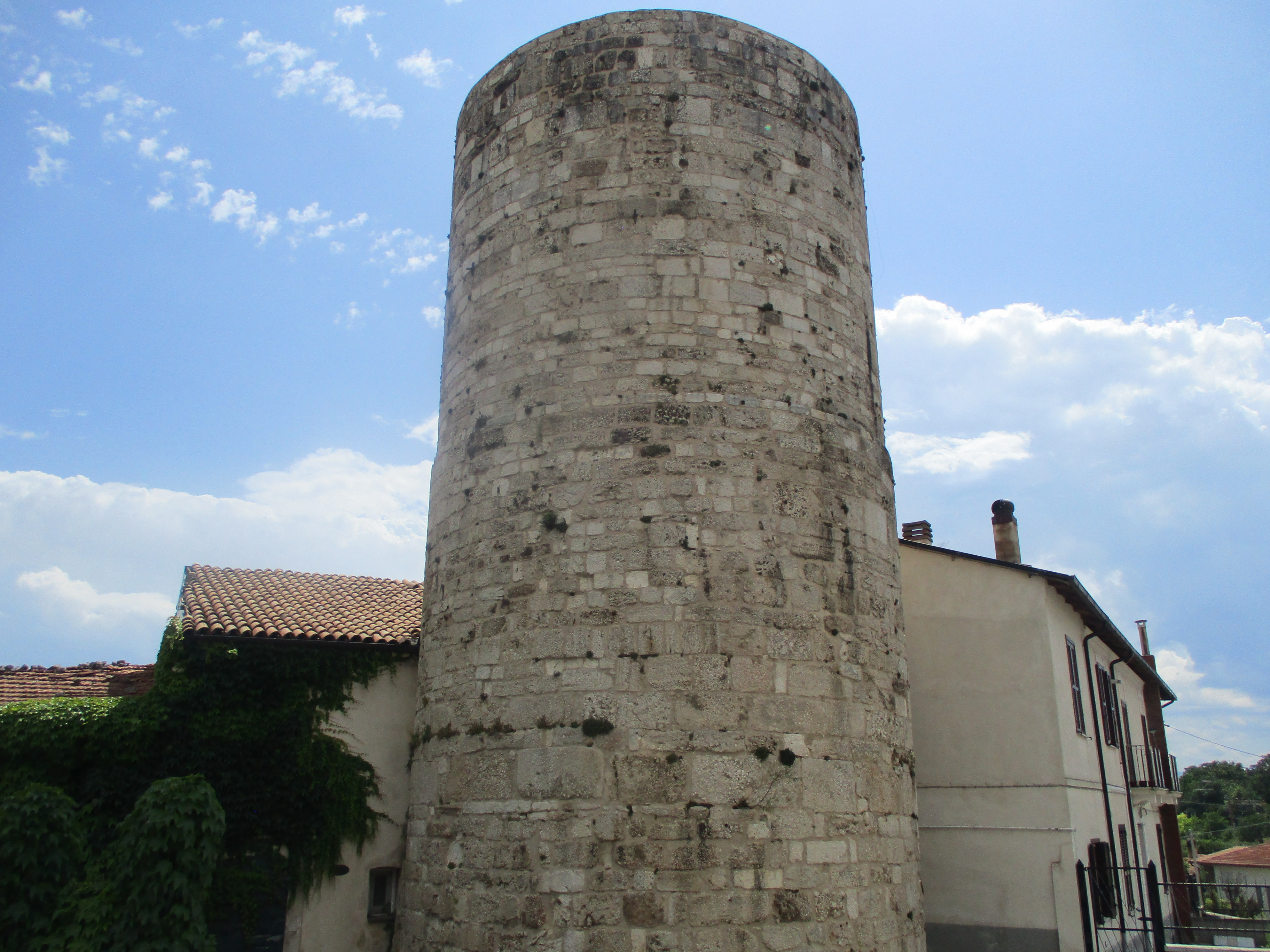
La torre normanna del XIII secolo

La storia di Cerfennia, nome della città antica, è strettamente legata alle vicende storiche della Marsica.
I suoi confini, in epoca antica, erano molto vasti: dal passo di Forca Caruso e dall'antico monte Imeo all'elevata cresta dei monti Terrata, Argatone e Marsicano. I confini di Cerfennia si spingevano oltre l'angusta gola di Opi, fino a raggiungere la Serra delle Gravare e la Forca d'Acero, nella contemporanea area del parco nazionale d'Abruzzo, Lazio e Molise.
In antichità le città principali dei Marsi, oltre al capoluogo Marruvium (San Benedetto dei Marsi), furono Antinum (Civita d'Antino), Lucus Angitiae (Luco dei Marsi), Milonia (Ortona dei Marsi) e Cerfennia, un oppidum (in lingua safina locale ocre), ovvero un centro fortificato situato lungo il tracciato originario della via Valeria.
Durante il Medioevo Collarmele fece parte della contea di Celano seguendo le vicende storiche della valle del Giovenco.
Nel 1806, anno dell'abolizione dei feudi, risultò aggregata a Pescina e dal 1811 a Cerchio; nel 1816 il paese conquistò l'autonomia amministrativa.
Il vecchio borgo fu quasi completamente distrutto dal terremoto della Marsica del 1915 che causò numerose vittime. Rimasero intatte poche abitazioni e solo una parte della torre medievale; la ricostruzione è avvenuta nel corso del XX secolo.

### Simboli
Lo stemma e il gonfalone sono stati concessi con decreto del presidente della Repubblica del 29 dicembre 1995. Nello stemma, d'azzurro, sono raffigurate tre torri d'argento, la prima sormontata da un giglio d'oro, la seconda da un leone di rosso e la terza da tre palle d'oro.
Il gonfalone è un drappo partito di rosso e di verde.

## Monumenti e luoghi d'interesse

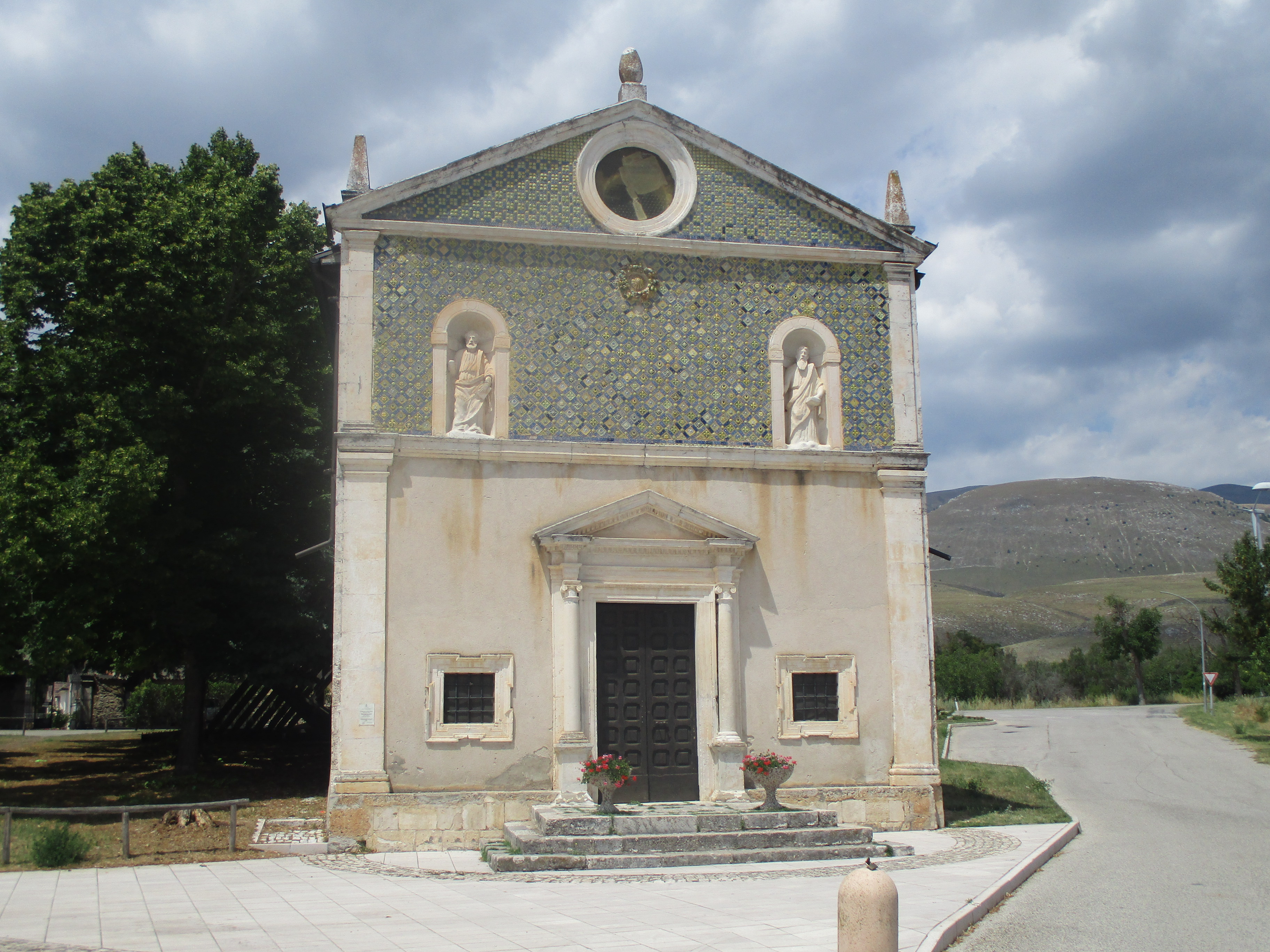
Chiesa di Santa Maria delle Grazie

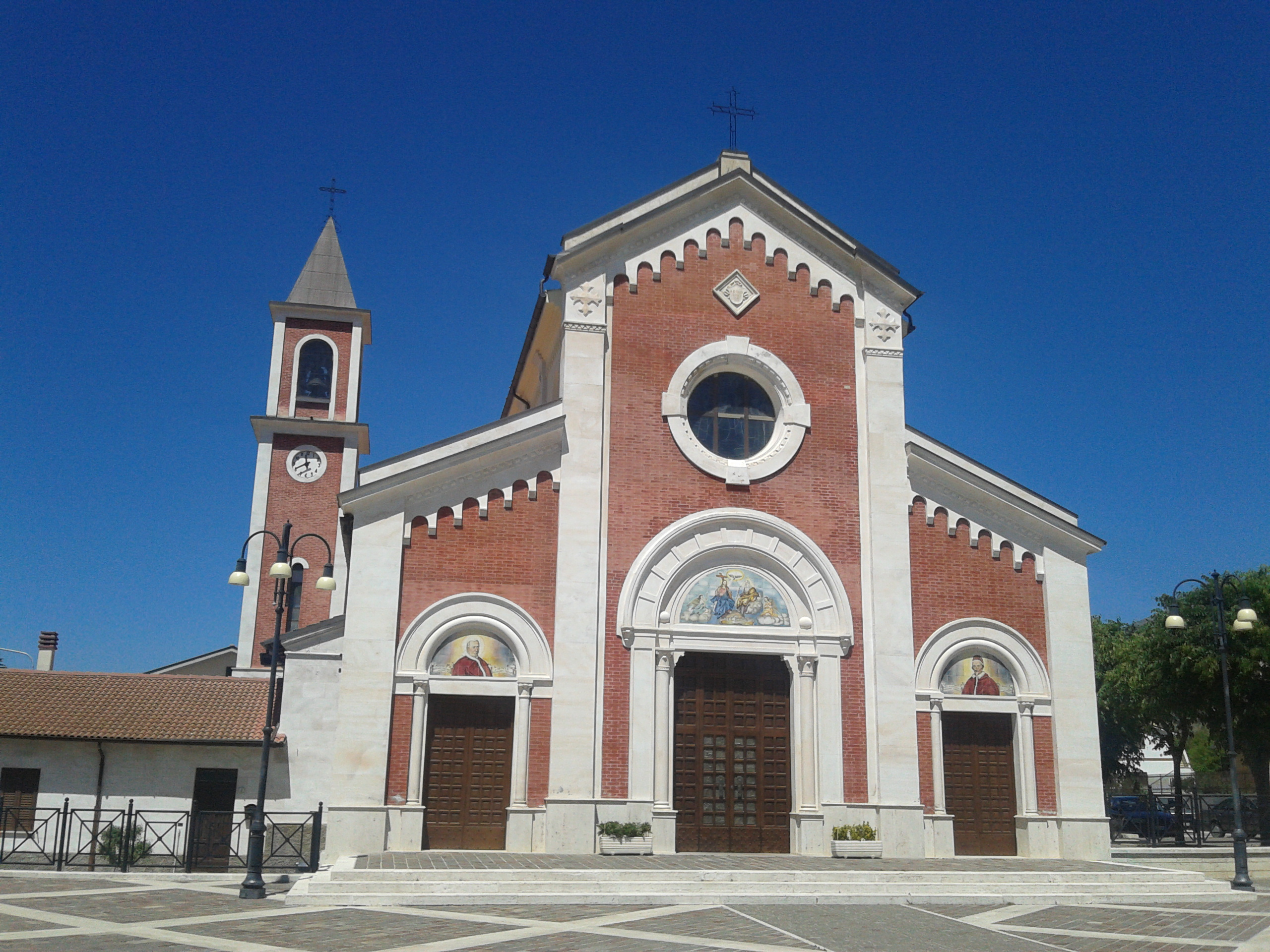
Chiesa di Santa Felicita

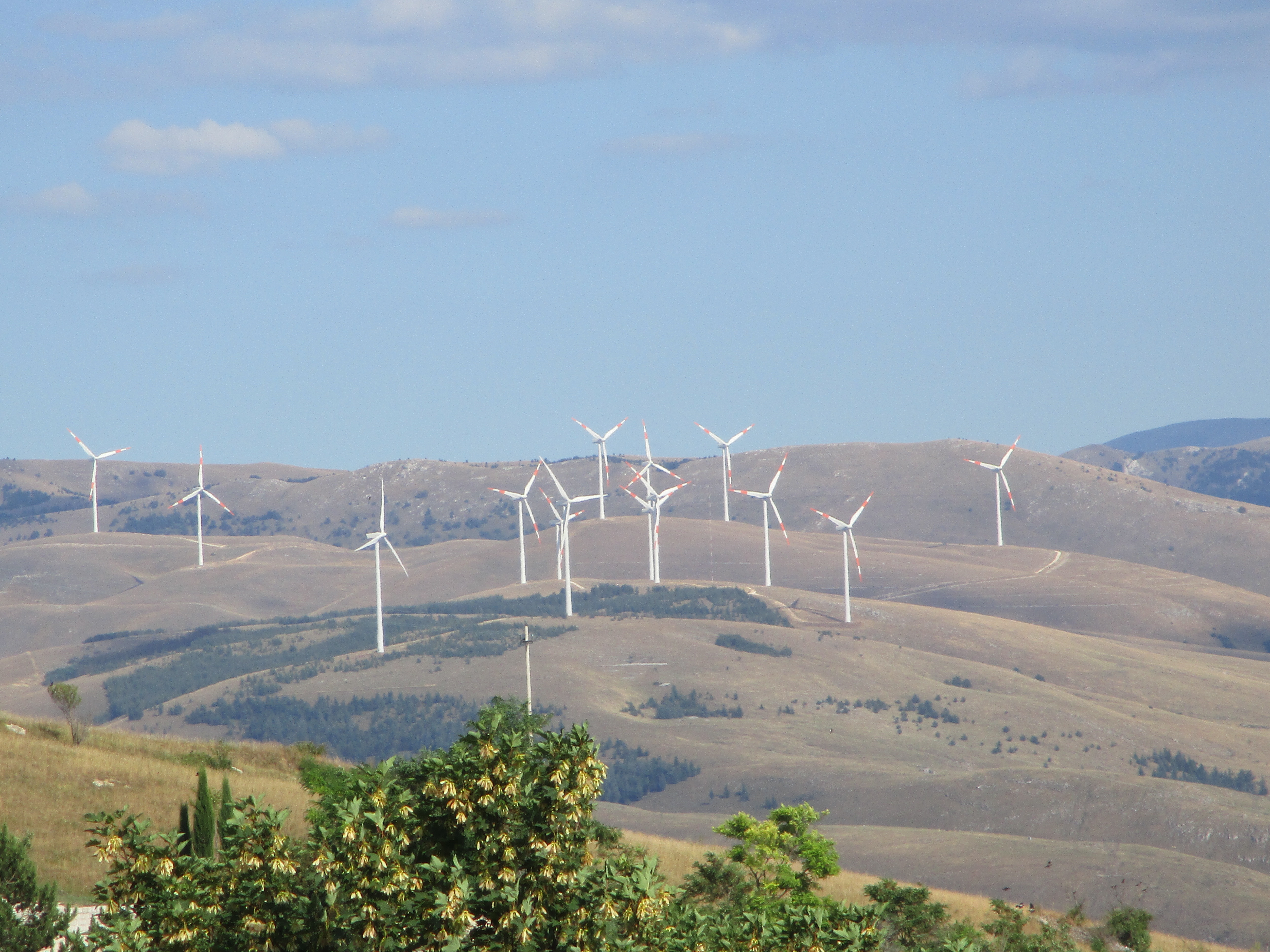
Parco eolico di Collarmele

### Architetture religiose
Chiesa di Santa Maria delle GrazieÈ situata a nord del paese lungo il tracciato del Regio tratturo Celano-Foggia. La facciata cinquecentesca è impreziosita nella parte superiore dalle maioliche policrome rinascimentali realizzate da Bernardino de' Gentili di Anversa degli Abruzzi. In due nicchie esterne ci sono le statue di san Pietro e san Paolo. Internamente sono presenti un dipinto della Madonna della Misericordia, l'altare originario della chiesa distrutta di Santa Felicita, gli stemmi dei Piccolomini risalenti al 1561 oltre a quello del comune recante la scritta "Collis Armelis".
Tempio di Santa Maria del CituroLocalmente detto anche "tempio del Ceturo", è situato in località Fonte Cituro. Ricostruito nell'anno mariano del 1988 in memoria di un'antica cappella menzionata da Papa Clemente III nella bolla del 1188 situata nei pressi dell'antico castello di Cituro di cui restano pochi ruderi.
Ruderi del monastero di San NicolaDetto anche monastero di San Nicola de Ferrato. I ruderi sono visibili percorrendo la via Tiburtina Valeria in località piana di San Nicola, alle pendici del monte Ventrino, poco prima di arrivare al valico di Forca Caruso. I monaci appartenevano alla congregazione cassinese dell'ordine benedettino, quella con sede a Subiaco. Risalente al XII secolo fu fatto edificare dal vescovo dei Marsi, san Berardo, come chiesa-rifugio per fedeli e viandanti. In merito a questo luogo di culto, è Pietro Antonio Corsignani a fornire una testimonianza nella sua opera Reggia Marsicana, nella quale riporta che in un marmo nei pressi dei ruderi si poteva leggere: Vetus Monaster. Monach. S.Nicol...  Collis Armeni- ... Stricte Deo dicat... ("Vecchio monastero dei monaci di San Nicola, del Colle Armeno e strettamente dedicato a Dio").
- Chiesa parrocchiale di Santa Felicita, ricostruita ex novo dopo il terremoto del 1915 è situata nella piazza centrale del paese.

### Architetture militari
Torre medievaleLa torre cilindrica del XIII secolo, alta 18,45 metri con un diametro pari a 9,60 metri, risale al periodo normanno. La sua posizione a sud rispetto al contemporaneo centro urbano non è casuale, rispetta infatti un piano di allineamento visivo con la vicina torre medievale di Aielli, il castello Piccolomini di Celano ed altre costruzioni cilindriche presenti intorno all'alveo del Fucino come le torri di Ortona dei Marsi, Sperone e Venere.

### Monumenti
- Monumento ai caduti della prima guerra mondiale con scultura marmorea raffigurante l'Italia turrita cinta da corona reale. Fu inaugurato nel 1921.
- Piazza 13 Gennaio 1915, inaugurata in occasione del centenario del terremoto della Marsica del 1915[14], in cui è collocata la scultura in pietra dal titolo La speranza in grembo, opera dello scultore abruzzese Diego Mostacci.

### Siti archeologici
- Ocre italico e necropoli databili a cominciare dal VII-VI secolo a.C. situati in località Le Castagne nei pressi di Forca Caruso[15].
- Ruderi del castello di Cituro[10].
- Tracce della città antica di Cerfennia.

### Aree naturali
- Parco naturale regionale Sirente-Velino
- Forca Caruso
- Piana del Fucino

### Parco eolico
Sul monte Coppetella, rilievo che sovrasta il paese marsicano, è collocato il parco eolico di Collarmele. La centrale eolica ha permesso al comune di implementare i servizi e le opere pubbliche grazie agli introiti derivanti dalla produzione di energia pulita, attraverso l'impianto eolico composto di alcuni aerogeneratori.

## Società

### Evoluzione demografica
Abitanti censiti

### Tradizioni e folclore

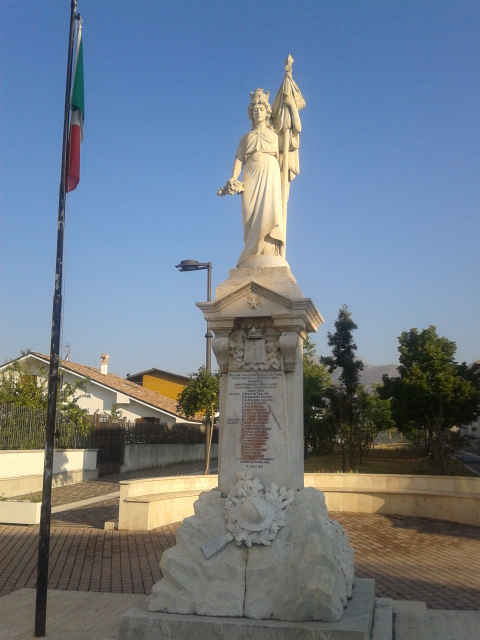
Monumento ai caduti con l'Italia turrita

Il 9 e 10 luglio di ogni anno si svolge la festa patronale di santa Felicita e figli.

## Cultura
Sala Eduardo De FilippoLa struttura moderna, intitolata ad Eduardo De Filippo, è situata nel centro del paese. Ospita convegni e seminari di portata nazionale ed internazionale, in particolare incentrati sulle tematiche delle energie rinnovabili e della tutela ambientale.

## Economia

### Artigianato
L'area artigianale di Collarmele è situata lungo la strada statale 83 Marsicana, alle porte del paese. Ospita strutture produttive della piccola industria, dell'artigianato e del commercio.

### Turismo
Collarmele fa parte dell'associazione nazionale Borghi autentici d'Italia.

## Infrastrutture e trasporti

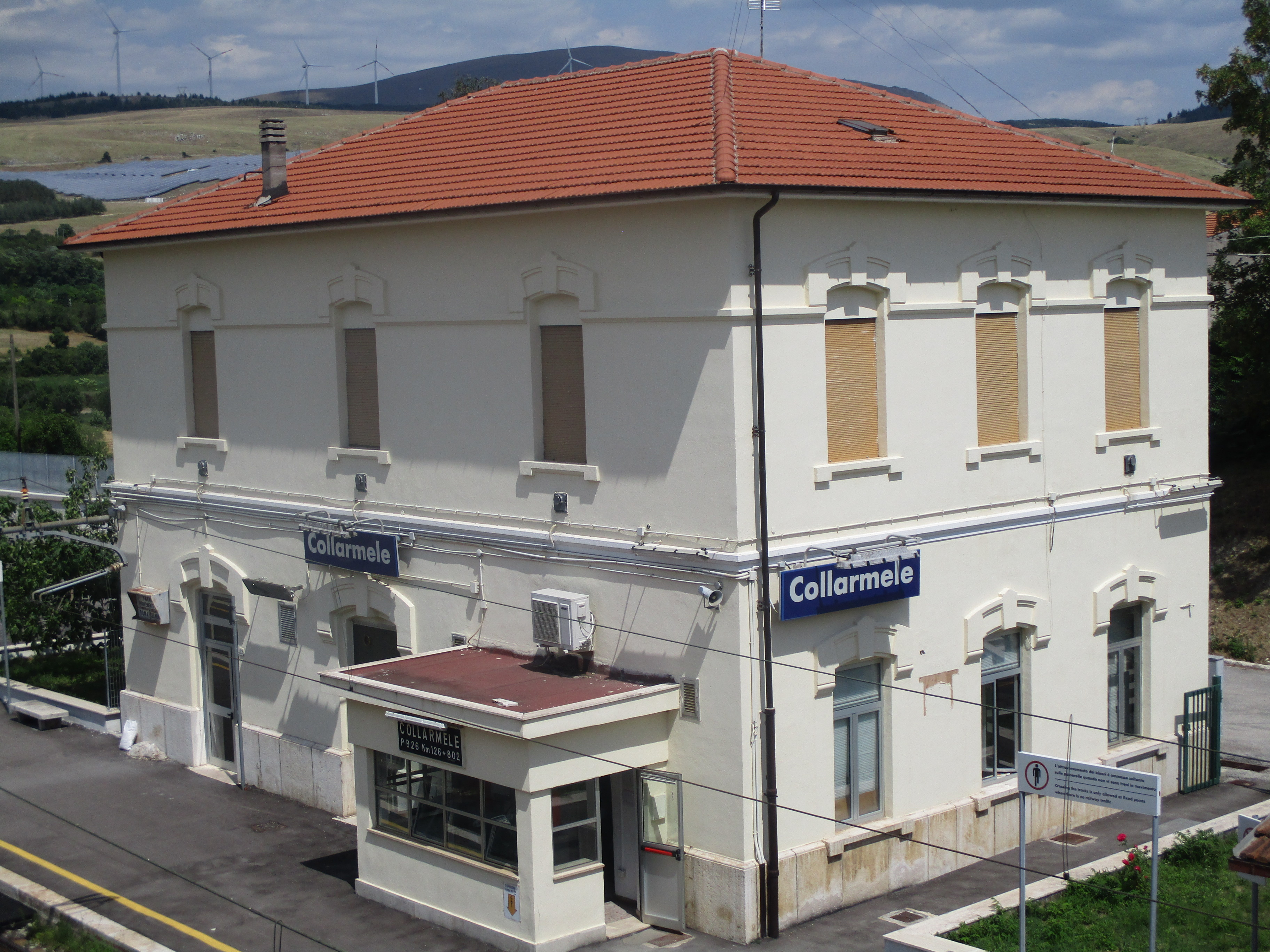
Fabbricato viaggiatori della stazione ferroviaria

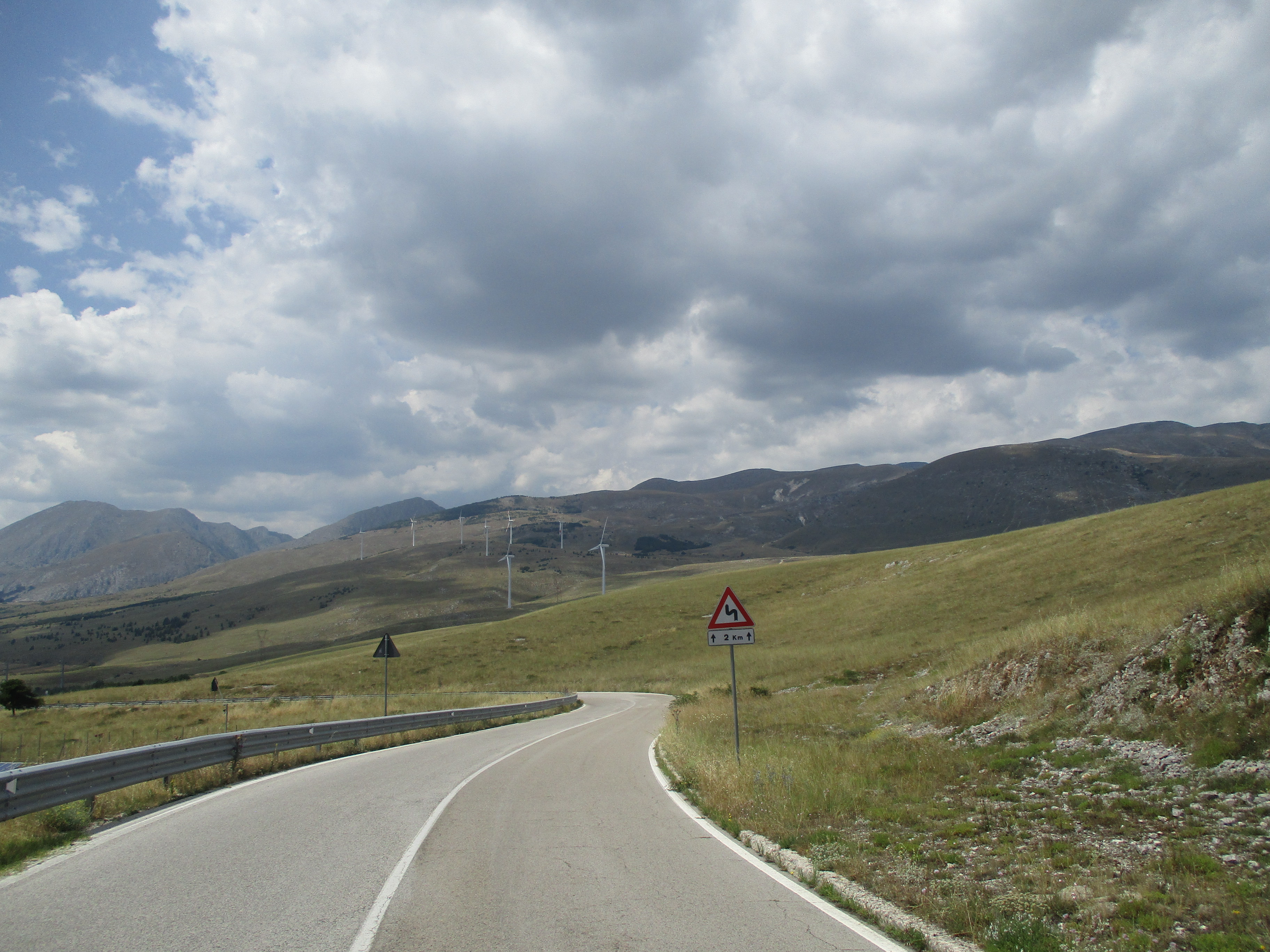
La strada statale 5 Via Tiburtina Valeria nei pressi del valico di Forca Caruso

### Strade
Il territorio di Collarmele è attraversato dalla strada statale 5 Via Tiburtina Valeria che collega Roma con Pescara e dalla strada statale 83 Marsicana che collega la Marsica fucense all'area del parco nazionale d'Abruzzo, Lazio e Molise.

### Ferrovie
Collarmele è servita dalla stazione ferroviaria, ubicata lungo la linea ferroviaria Roma-Avezzano-Sulmona-Pescara. Il fabbricato viaggiatori ha una piccola sala d'aspetto con biglietteria automatica.

## Amministrazione
Sul sito del Ministero dell'interno sono disponibili i dati di tutte le elezioni amministrative di Collarmele dal 1985 ad oggi.
| Periodo           | Periodo           | Primo cittadino      | Partito                              | Carica  | Note |
| ----------------- | ----------------- | -------------------- | ------------------------------------ | ------- | ---- |
| 23 aprile 1995    | 12 giugno 1999    | Emilio Geremia Matys | Liste civiche di centro-sinistra     | Sindaco |      |
| 13 giugno 1999    | 12 giugno 2004    | Gabriele D'Agostino  | Liste civiche di centro-destra       | Sindaco |      |
| 13 giugno 2004    | 28 marzo 2010     | Dario De Luca        | Lista civica                         | Sindaco |      |
| 28 marzo 2010     | 30 maggio 2015    | Dario De Luca        | Lista civica                         | Sindaco |      |
| 31 maggio 2015    | 21 settembre 2020 | Antonio Mostacci     | Lista civica Condividere partecipare | Sindaco |      |
| 22 settembre 2020 | in carica         | Antonio Mostacci     | Lista civica Condividere partecipare | Sindaco |      |

## Sport

### Calcio
La principale squadra di calcio della città è l'A.S.D. Collarmele che milita nei tornei dilettantistici abruzzesi. Gioca le gare interne al campo in erba sintetica dello stadio "Aleandro Antidormi".

### Mountain bike
I percorsi per la mountain bike si snodano lungo le aree montane del parco eolico e del parco Sirente-Velino.